# Rak (самохідний міномет)
Rak — самохідний міномет калібру 120 мм на шасі БТР «Rosomak», здатний вражати цілі на відстані до 12 км та вести вогонь в режимі багаторазового одночасного ураження цілі.
Разом із транспортом міномету до складу системи входить машина артилерійської розвідки та управління вогнем також на шасі Rosomak. Крім того, у складі системи буде машина електронної діагностики й ремонту на шасі Jelcz 662.35.
Міномет в складі системи M120K Rak також здатен вести вогонь прямим наведенням.

## Історія розробки
Ідея створення мобільного міномета для Війська Польського виникла у 2004 році разом із розвитком програми бронетранспортера «Rosomak». У тому ж році керівництво ракетних військ і артилерії запропонувало впровадження самохідних мінометів на колісному шасі до бойових підрозділів батальйонів, оснащених «Росомахами». Досить швидко було узгоджено концепцію автономного баштового модуля з автоматичним мінометом для застосування на різних платформах. Проєкт спочатку розроблявся як власна інвестиція Гуту Стальови Волі (HSW).
У 2005 році розпочалися конкретні роботи, фінансовані з власних коштів, а у березні 2006 року було отримано фінансування від Міністерства науки і вищої освіти на реалізацію проєкту. Навесні 2006 року були оприлюднені роботи над польським самохідним мінометом. Згідно з графіком, розробка баштової системи мала тривати до кінця серпня 2008 року, а будівництво та фабричні випробування прототипу — до кінця березня 2010 року. Досвід Гути в виробництві артилерійських систем дав свої плоди, і роботи продовжувалися швидкими темпами: вже у липні 2008 року були проведені перші постріли з повного артилерійського блоку міномета, а у вересні цього року демонстратор башти був представлений на Міжнародному салоні оборонної промисловості в Кельці. Восени того ж року нова башта була встановлена на модифіковане гусеничне шасі, адаптоване від САУ «Гвоздика». Після випробувань були внесені зміни в систему подачі боєприпасів в систему башти, замість одного люка для зберігання боєприпасів прототип отримав два. У березні 2009 року був завершений демонстратор міномета на гусеничному шасі, який з вересня  2009 року проходив заводські випробування.

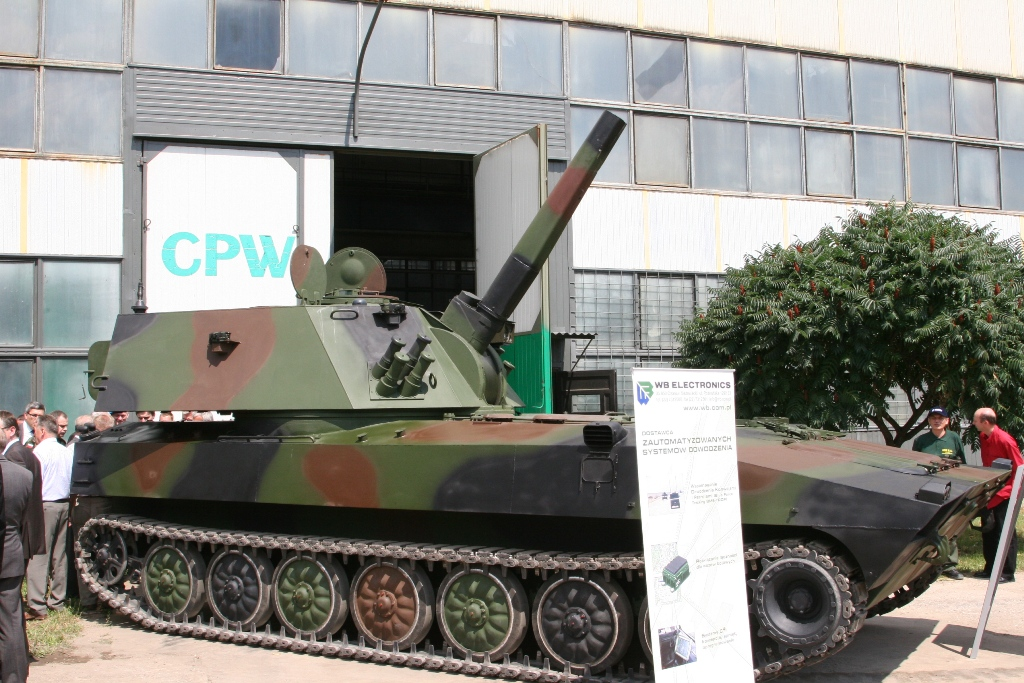
Прототип міномету Rak на гусеничному шасі. 2010

У 2009 році також розпочалися роботи над проєктом міномета на колісному шасі. Одночасно почалися переговори з Міністерством національної оборони щодо замовлення першого прототипу вогневого модуля. Зрештою, 1 жовтня 2009 року  HSW і МОН підписали угоду на виконання дослідно-конструкторських робіт під назвою «Ротний вогневий модуль 120-мм самохідних мінометів», який отримав назву «Рак».
У 2010 році були завершені прототипи мінометів: перший на шасі «Rosomak» і другий на гусеничному шасі. Прототипи були оснащені модифікованим прицілом, зменшеним розміром башти, зміненою конструкцією транспортного кошика на башті, модифікованим механізмом оберту, внесено зміни до конструкції приводу башти, удосконалено автомат заряджання і конструкцію боєкомплекту. Також було встановлено датчик відкату ствола і примусовий обдув ствола після кожного пострілу. Були проведені перші заводські випробування з оригінальною баштою, встановленою на «Росомаху». У 2010 році завершено прототип на шасі транспортера «Rosomak» із Військових механічних заводів у Семяновіцах, а в першій половині 2011 року були проведені випробування колісного міномета і розпочаті роботи над гусеничним шасі під баштову систему. Випробування виявили кілька конструкційних недоліків, які були усунені, а самі тести завершилися у 2013 році. Автоматичний самохідний міномет «Рак» у колісному варіанті SMK120 у червні 2015 року досяг готовності до серійного виробництва.
У березні 2016 року розпочалися переговори щодо закупівлі першої серійної партії мінометів «Рак» разом із супутнім обладнанням. У квітні 2016 року було підписано контракт із консорціумом компаній HSW S.A. та ROSOMAK S.A. на поставку 64 міномети M120K і 32 командно-штабні машини у 2017–2019 роках. У жовтні 2019 року було підписано ще одну угоду на поставку 18 мінометів M120K і 8 командно-штабних машин для навчання в Центрі підготовки артилерії та озброєння в Торуні. У травні 2020 року Інспекторат озброєння підписав угоду з консорціумом HSW і ROSOMAK S.A. на поставку ще 40 мінометів «Рак» і 20 командно-штабних машин.
Фінальний прототип SMG 120 «Рак» був представлений в 2019 році.

## Варіанти
У вересні 2021 року, під час 29-ї міжнародної виставки оборонної промисловості в Кельцях, польська машинобудівна компанія Huta Stalowa Wola представила нову версію самохідного 120-мм гусеничного міномета M120G Rak — міномет отримав нове гусеничне шасі, модифікацію перспективного шасі LPG. В порівнянні з прототипом, M120 Rak отримав гідропневматичну підвіску та 12 опорних катків замість 14, а також було посилено протимінний захист. Найбільш помітною зміною нового шасі є зовнішній вигляд корпусу, який схожий на прототип нової польської бойової машини піхоти Borsuk.

## Тактико-технічні характеристики
Джерело даних:
- Калібр, мм: 120
- Боєкомплект, шт: 46
- Дальність вогню, км: 8 — 12 (ефективна/максимальна), до 15 активно-реактивним снарядом
- Перехід у бойове положення, с: 30
- Час відходу з вогневої позиції, с: 15

## Номенклатура боєприпасів

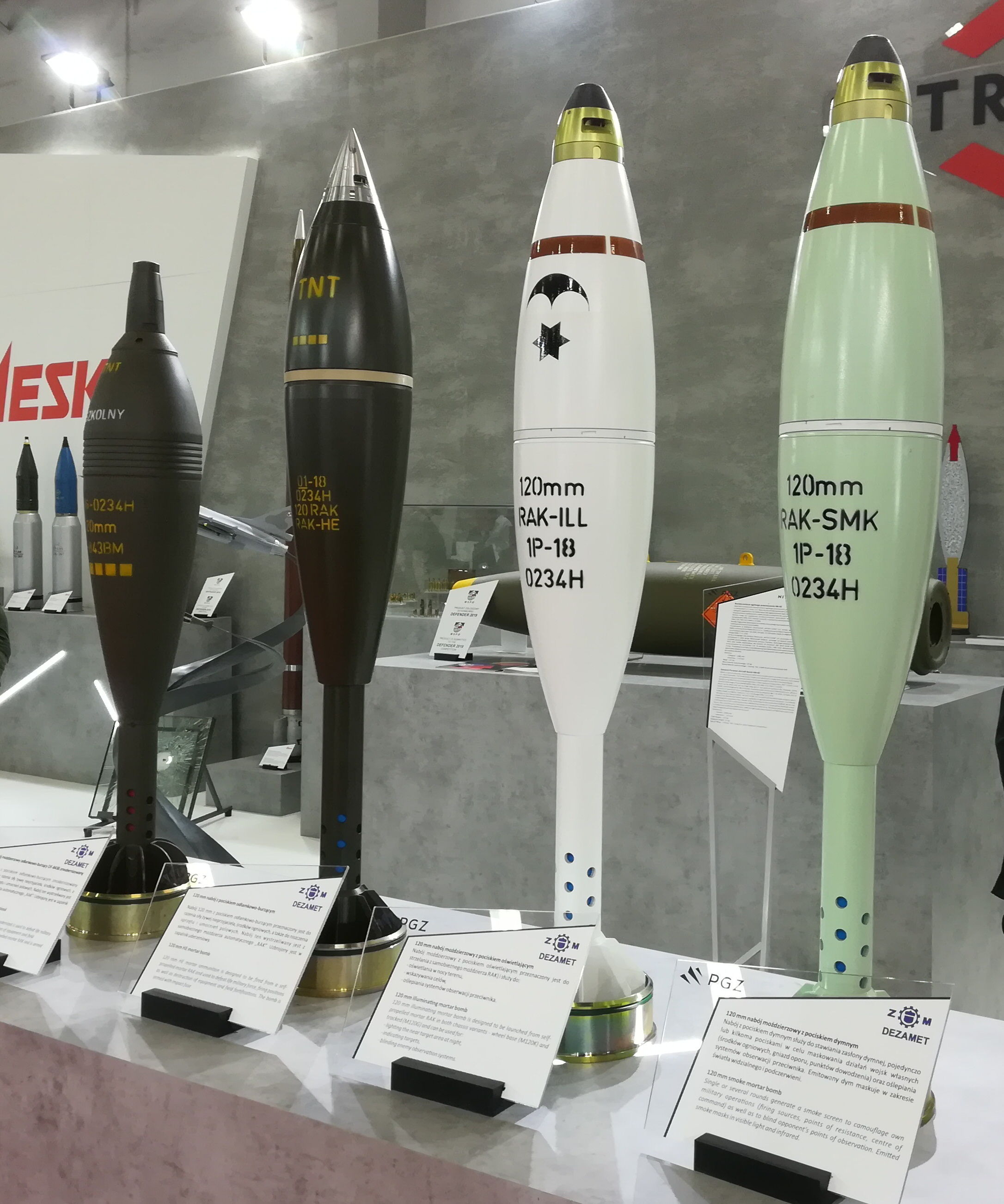
Мінометний боєприпас Рак

Спочатку, до впровадження сучасних боєприпасів, польські міномети «Рак» використовували старі осколково-фугасні міни ОФ843Б і ОФ843А для буксируваних мінометів, модернізовані шляхом застосування спеціальних кріплень, вагою 16,02 кг і з дальністю 6900 м, передбачені для навчання. У 2012 році Міністерство національної оборони підписало угоду з консорціумом Dezamet та Військовим інститутом технічного озброєння на розробку чотирьох типів 120-мм боєприпасів: осколково-фугасних снарядів, начинених тротилом, осколково-фугасних снарядів з менш чутливою сумішшю K-43, димових та освітлювальних снарядів. У 2020 році успішно завершилися випробування осколково-фугасних снарядів, начинених тротилом. Нові боєприпаси мають дальність понад 10 кілометрів, тоді як модернізовані ОФ843А/Б досягають максимальної дальності близько 8 кілометрів.
Вироблені з 2019 року машини та модернізовані старі моделі отримали можливість стріляти боєприпасами завдовжки 830 мм у режимі автоматичного заряджання та 1000 мм у режимі ручного заряджання.
У 2021 році військо замовило у консорціуму компаній PGZ першу партію понад 23 тисяч снарядів RAK-HE-1 з дальністю понад 10 км.

## Оператори
- Польща
  - Сухопутні війська Польщі: Станом на листопад 2021 року загалом із 2016 року армія Польщі отримала 80 самохідних мінометів Rak та 40 машин управління вогнем. Це — 10 ротних комплектів, які були розподілені між 12-ї, 15-ї, 17-ї та 21-ї механізованої бригад армії Польщі[16].

За поточними планами, до 2024 року армія Польщі має отримати ще п'ять ротних комплексів САУ Rak — це 40 самохідних мінометів та 20 машин управління вогнем[16].
- Україна 5 квітня 2023 року оголошений оборонний пакет до якого входять самохідні міномети Rak[17].

### Польща
У 2016 році був укладений контракт на постачання восьми вогневих ротних модулів (Kompanijny Moduł Ogniowy, KMO).
Станом на листопад 2018 року на озброєнні сухопутних військ перебувало 40 самохідних мінометів M120K Rak.
Станом на квітень 2020 року кількість самохідних мінометів M120K Rak на озброєнні польських військових зросла до 64 одиниць.
По два вогневих ротних модуля знаходились в частинах, які вже оснащені БТРами Rosomak або визначені для переозброєння на ці бронетранспортери: у 12, 15 та 17-й механізованих бригадах та 21-й Підгальській стрілецькій бригаді.
У 2019 році було підписано договір на постачання елементів двох наступних ротних вогневих комплектів на 275,5 млн злотих, для 12-ї та 17-ї механізованих бригад (щоб кожен батальйон у бригаді мав роту самохідних мінометів) та два міномети для формування навчальної батареї в Центрі підготовки артилерії та озброєння в Торуні.
Станом на квітень 2020 року інспекція з питань озброєння Міністерства національної оборони Польщі вела перемовини щодо придбання додаткових двох ротних комплектів 120-мм самохідних мінометів M120K Rak. Перемовини проводяться із консорціумом компаній — Huta Stalowa Wola S.A. (лідер) та Rosomak S.A., що є виробником системи та єдиним власником прав. Виконання замовлення заплановане на 2020—2026 роки. Очікується, що вартість складе близько 553 млн злотих.
Придбані мінометні системи M120K Rak надійдуть на озброєння підрозділів нещодавно сформованої 18-ї механізованої дивізії, ймовірно до новоствореної 19-ї Люблінської механізованої бригади. Друга механізована бригада, яка входить до складу дивізії — 21-ша Підгальська стрілецька бригада, вже має два ротних комплекти «Раків» проте, до її складу входитимуть чотири батальйони на БТР, тобто вона теж ще має отримувати міномети.
В листопаді 2021 року було передано ротний комплекс САУ Rak, тобто вісім самохідних мінометів та чотири машини управління вогнем. Його отримала 21-га Підгальська стрілецька бригада зі складу 18-ї механізованої дивізії, яка має прикривати кордон Польщі із Росією.

### Україна

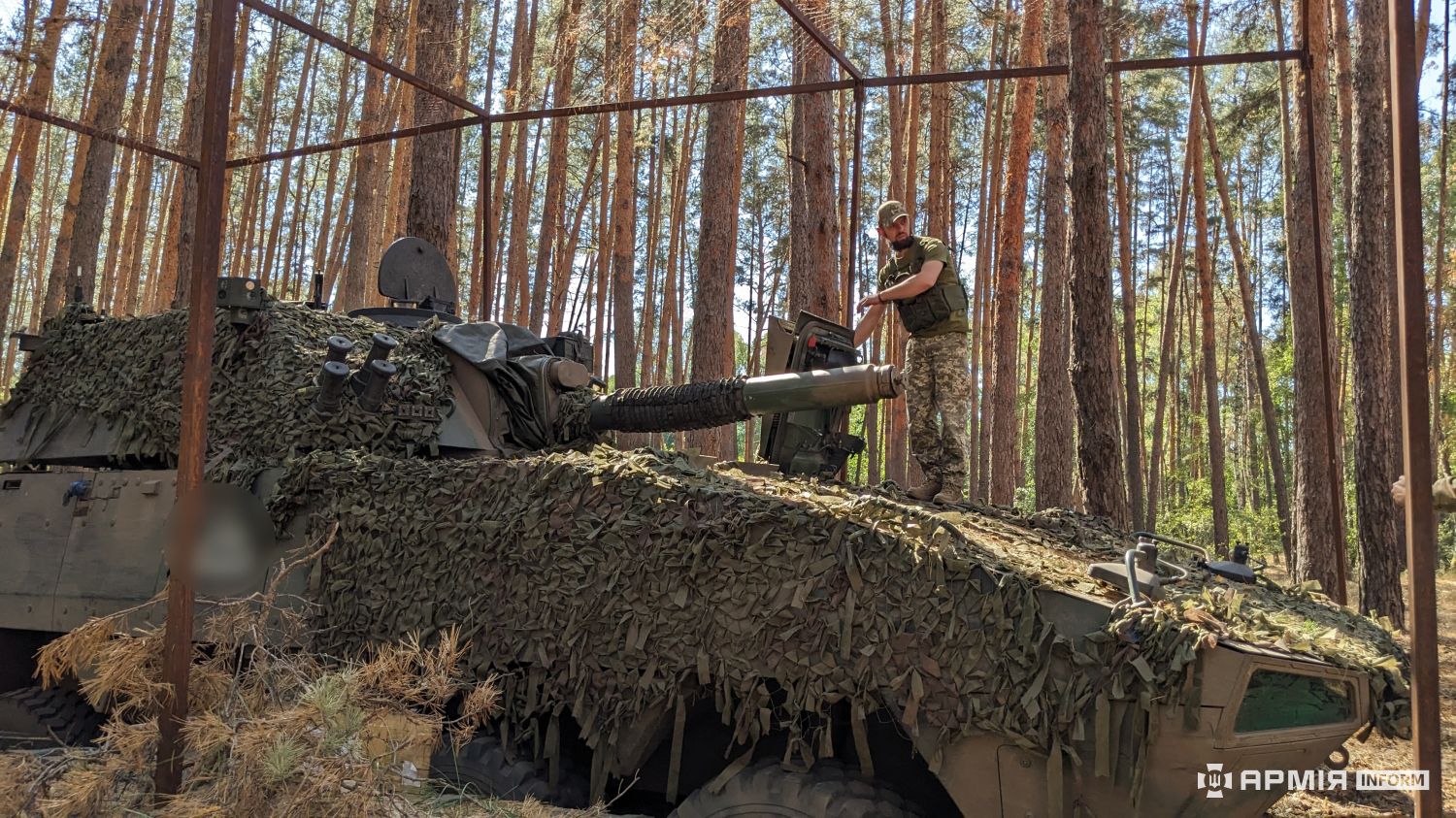
Rak на озброєнні 44 ОМБр

5 квітня 2023 року оголошений оборонний пакет до якого входять самохідні міномети Rak. Було досягнуто домовленостей передати Україні три ротних комплекти цих самохідних мінометів.
На початку грудня 2023 року стало відомо, що 44 ОМБр вже має міномети Rak на озброєнні та успішно їх застосовує в боях з російськими загарбниками.